# Namorita
Namorita « Nita » Prentiss, alias Namorita est une super-héroïne évoluant dans l'univers Marvel de la maison d'édition Marvel Comics. Créé par Bill Everett (scenario et dessins), le personnage de fiction apparaît pour la première fois dans le comic book Sub-Mariner (vol. 1) #50 en juin 1972.
Parente du Prince des mers Namor, Namorita est d'abord un personnage secondaire, mais devient populaire quand elle est intégrée à la série New Warriors, devenant la partenaire de Nova (Richard Rider).

## Biographie du personnage

### Origines
Namorita, surnommée « Nita », est une clone de sa mère Namora, la cousine de Namor, elle aussi une hybride d'un père Atlante et d'une mère humaine. Stérile, Namora ne peut avoir d'enfant. Elle cherche alors l'aide de Vyrra, un scientifique atlante banni pour ses travaux sur le clonage.
Peu après la « naissance » de Namorita, son père Talan est tué dans une explosion et Namora emmène son enfant grandir à Lémuria. Namora est plus tard empoisonnée par sa rivale Llyra. Plus tard, Llyra et Byrrah (un autre cousin de Namor) décident de se servir de Namorita contre le monarque d'Atlantis. Cependant Namor et sa cousine réussissent à déjouer leur plan.
Namor présente Nita à son amie Betty Prentiss. Cette dernière vit longtemps avec la jeune Atlante et finit par l'adopter. Son identité devient officiellement « Namorita Prentiss ». Betty est plus tard tuée par un ennemi de Namor, le Docteur Dorcas.

### Parcours
À la fin de son adolescence, Nita poursuit des études à l'université. Elle affronte Terrax et intègre la toute nouvelle équipe des New Warriors. Elle dirige l'équipe pendant un temps, avant qu'elle n'apprenne qu'elle n’est qu'un clone.
Après le meurtre de certains membres de la famille de ses partenaires, elle retourna à Atlantis. Là, le stress provoque chez elle une mutation, la transformant en hybride bleue aux grands yeux noirs, surnommée Kyméra (Kymaera en VO).
Après son retour à la surface, sa mutation évolue, la laissant enlaidie. Nova la quitte. Alors qu'elle prend une douche, à sa grande surprise elle mute de nouveau, recouvrant une peau rose. Elle perd aussi ses oreilles pointues et ses mains palmées, et se découvre de nouveaux pouvoirs.
Elle a une brève liaison avec la Torche humaine (Johnny Storm) puis repart diriger Atlantis aux côtés de Namor et d'Andromeda.

### Civil War
Au début de Civil War, Namorita est tuée par le super-vilain Nitro.
Plus tard, au cours du duel entre le Sphinx (en) du présent et son homologue du passé, Namorita est ramenée du passé par le Sphinx du présent pour être dans son équipe.
À la fin de ce duel, le monde créé par le Sphinx s'effondre sur lui-même dans l’Abîme et expulse les protagonistes dans leurs époques respectives. Nova, son ancien partenaire, refuse de la quitter de nouveau et ne la lâche pas lorsqu'il revient à son époque d'origine, ce qui a pour effet de la ramener à la vie.

## Pouvoirs et capacités
Namorita est une hybride mi atlante mi humaine. Son corps possède une peau à l’apparence rosée, à l’image de celle des humains et de son cousin Namor. Comme ce dernier, elle vieillit très lentement et possède de petites ailes aux chevilles qui lui permettent de voler dans les airs.
En complément de ses pouvoirs, Namorita a été entraînée au combat à mains nues et aux armes blanches dans le style des Atlantes. Elle parle couramment l’atlante et l’anglais, ainsi que le lémurien.
- Namorita possède une vitesse, une résistance, des réflexes et une agilité surhumaines. Sa vitesse et sa force dépassent de loin celles de ses congénères. Elle peut soulever (ou exercer une pression équivalente à) 75 tonnes sous l'eau dans des contions optimales[1].
- Parfaitement adaptée à la vie sous-marine, elle possède une vision particulière qui s'adapte aux conditions des grandes profondeurs océaniques ; elle peut aussi supporter sans problèmes la pression des grandes profondeurs[1].
- Totalement amphibie, elle peut vivre indéfiniment sous l’eau ou à l’air libre. Elle doit cependant s'hydrater en permanence pour ne pas s'affaiblir. Une activité prolongée à la surface réduit sa force (et sans doute ses autres capacités physiques) à un tiers de son niveau sous l’eau. Il lui suffit d'une simple exposition à l’eau pour restaurer instantanément ses capacités optimales[1].
- Ses mains génèrent un acide pouvant brûler ou paralyser ses adversaires. Elle peut aussi devenir transparente ou modifier la couleur de sa peau pour se camoufler[1].

A l'occasion, elle a employé une armure de combat de conception atlante.
Quand son apparence de Kyméra (Kymaera) est survenue, Namorita a vu sa couleur de peau se transformer pour devenir bleue, et ses mains et ses pieds devenir palmés. Par la suite, elle récupère son apparence originelle rosée mais, récemment, elle a de nouveau retrouvé sa peau bleue. L’origine de ce nouveau changement de couleur de peau reste non élucidé.